# Bandeira de Rio Branco
A Bandeira de Rio Branco é um dos símbolos oficiais de Rio Branco, capital do Acre.

## Descrição
Seu desenho consiste em um retângulo de fundo branco no qual está sobreposto o brasão do município.

## Ligações externa
- Galeria - Rio Branco sedia encontro nacional de Ceasas Foto da bandeira do município juntamente com a bandeira do estado e do Brasil em evento oficial. Sítio da Prefeitura Municipal de Rio Branco;